# Noain (Elortzibar)
Noain (Elortzibar) (en basc, cooficialment en castellà Noáin (Valle de Elorz)) és un municipi de Navarra, a la comarca de Cuenca de Pamplona, dins la merindad de Sangüesa. Limita al nord amb Aranguren, al sud amb Orbaibar i Valdizarbe, a l'est amb la Vall d'Untziti i Monreal i a l'oest amb Galar i Beriain. El seu territori és travessat pel riu Elortz.

## Composició
Està format pels pobles de Noain, Imarcoain, Elorz, Torres de Elorz, Guerendiain, Yarnoz, Zabalegui, Zulueta, Oriz, Otano i Ezperun.

## Demografia
| Evolució demogràfica | Evolució demogràfica | Evolució demogràfica | Evolució demogràfica | Evolució demogràfica | Evolució demogràfica | Evolució demogràfica | Evolució demogràfica | Evolució demogràfica | Evolució demogràfica | Evolució demogràfica |
| 1996                 | 1998                 | 1999                 | 2000                 | 2001                 | 2002                 | 2003                 | 2004                 | 2005                 | 2006                 | 2007                 |
| -------------------- | -------------------- | -------------------- | -------------------- | -------------------- | -------------------- | -------------------- | -------------------- | -------------------- | -------------------- | -------------------- |
| 3 857                | 3 879                | 3 869                | 3 921                | 3 972                | 4 070                | 4 169                | 4 254                | 4 496                | 4 789                | 5 322                |
| 85%                  |                      |                      |                      |                      |                      |                      |                      |                      |                      |                      |

## Història
La Vall de Elorz va ser una zona estratègica per als romans, perquè servia d'enllaç entre els Pirineus i l'Ebre. Segons alguns autors, els noms de les localitats de la zona tindrien origen romà. Atès que el sufix "ain" significa caràcter de propietat, faltaria per saber d'on ve "No". S'ha especulat amb el nom romà de "Nunius"com a possible resposta. S'han trobat restes de ceràmica i monedes romanes, sobretot a Imarkoain.
A mitjan segle xi apareixen diversos documents esmentant la "Vall del Elorcibar". Un dels branques del Camí de Santiago passa per la Vall, el que va contribuir al comerç. En 1521 Enric II de Navarra va assolir reconquistar el regne però els castellans van enviar un exèrcit de 30.000 homes per a contrarestar-lo i ambdues hosts es van enfrontar a Noain. El resultat de la batalla de Noain, favorable per als castellans, va segellar definitivament la pèrdua de la independència navarresa.
Fins a mitjans del segle xx Noáin era un poble més de la Vall d'Elorz. No obstant això, la instal·lació de diverses fàbriques a Noain van fer créixer aquest poble fins a convertir-lo en el més important del Concejo i va desplaçar Zabalegi com a capital. En 1995 es va canviar el nom de l'ajuntament, passant de "Ajuntament de la Vall d'Elorz" a l'actual "Noain (Elortzibar)" i es va eliminar el Concejo, que va quedar fusionat amb l'Ajuntament.

## Galeria d'imatges

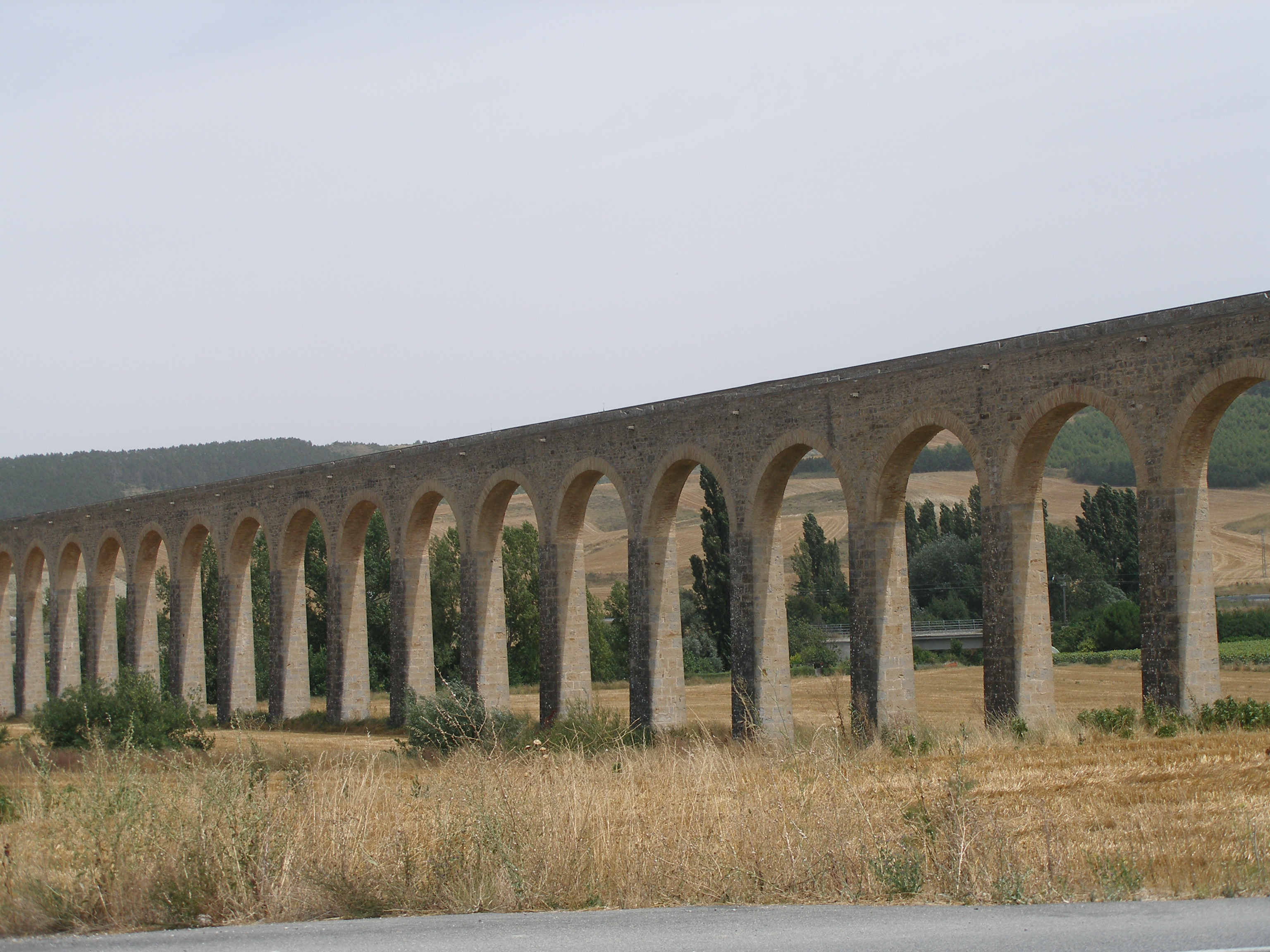
Aqüeducte de Noain
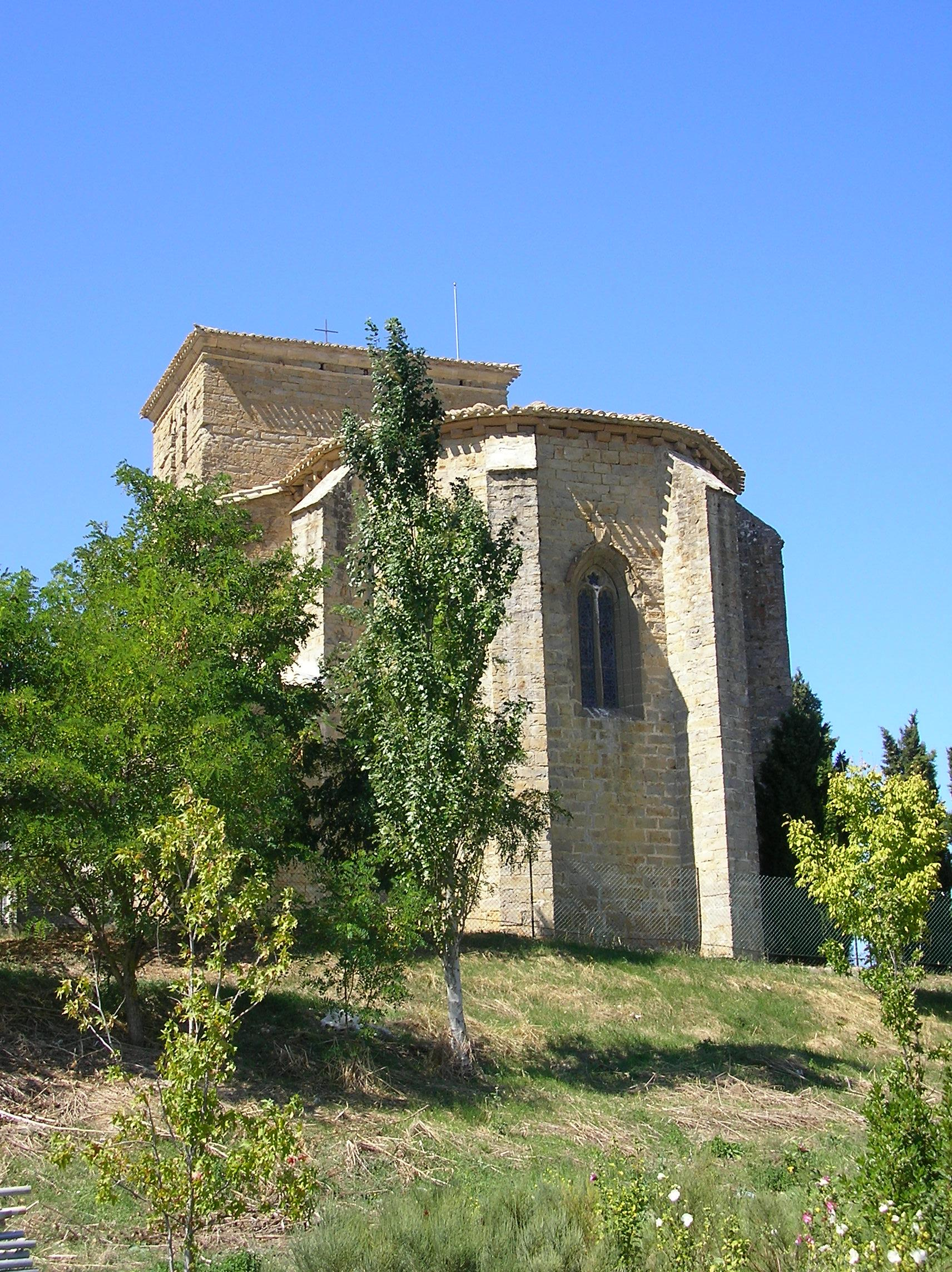
Església de San Miguel
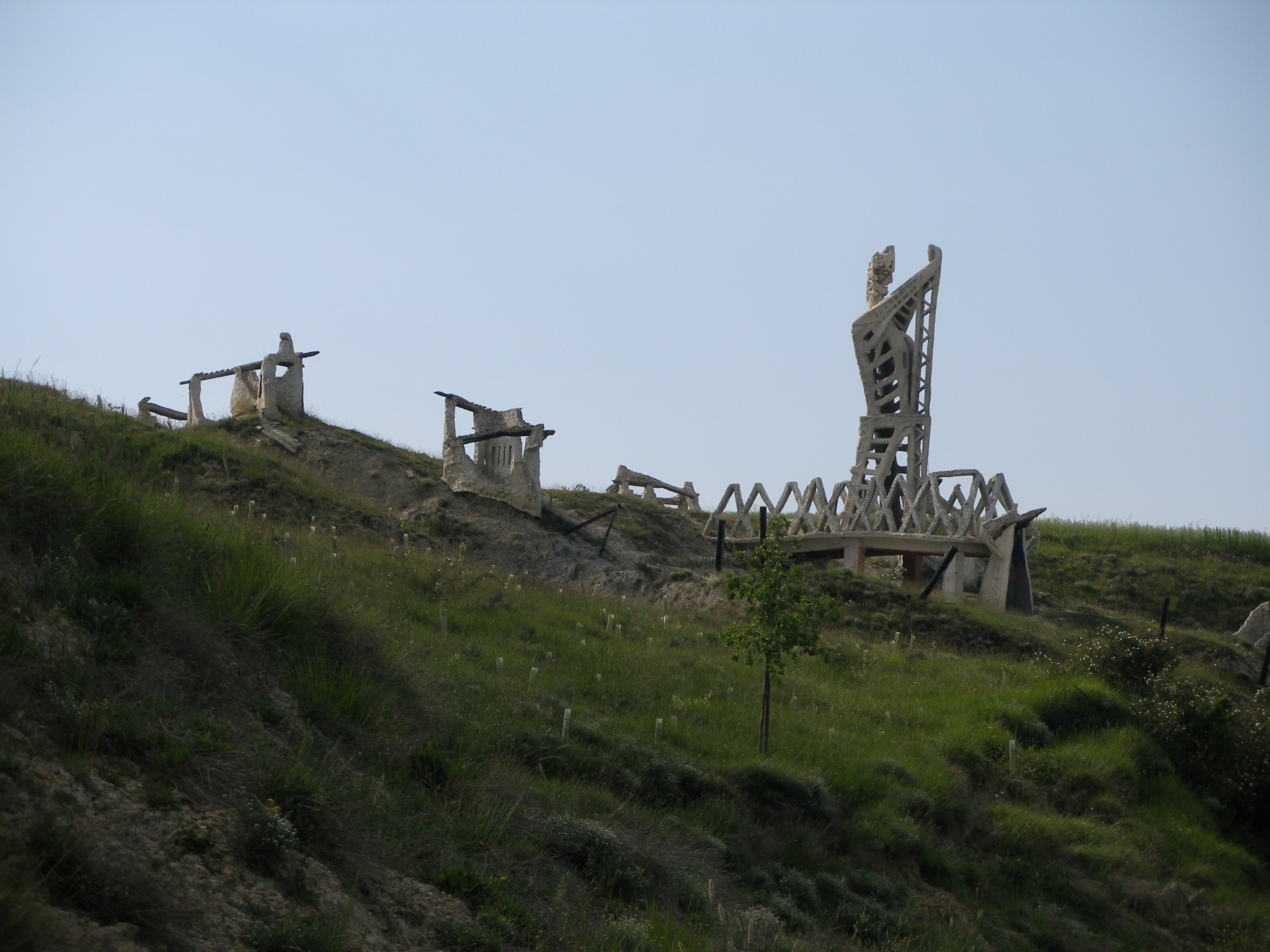
Monumenta la Batalla de Noain